# 参事官
参事官（さんじかん）は、内閣官房、内閣法制局、人事院、会計検査院をはじめとする日本の中央省庁において、その部局の事務に参画し、総合調整を必要とする重要事項を総括整理する役職である。主に課長級の分掌職または総括整理職の官職名として用いられ、職務や職責の内容は、参事官の職が設置される組織ごとの事情により様々である。本項は、外交使節団、国際機関 (IGO) 等における参事官についても記述する。

## 行政機関における参事官

### 各国の行政機関
日本の中央省庁では職制上の段階が課長クラス（標準的な官職が課長級）として参事官を置く省庁がある。
日本以外の国の国家機関で英語による呼称が Counsellor、Counselor であるものを一般に「参事官」と訳している。代表的なものに、アメリカ合衆国国務省に置かれる次官級ポストの国務省参事官がある。日本の中央省庁の参事官の英語訳の場合、Counsellor や Counselor 以外に、Deputy Director-General や Directorなどと訳されている職もある。

### 日本の行政機関
日本においては、主に国家行政機関にみられる国家公務員の官職の一種である。
本府省庁（中央省庁）における参事官は、所属する省庁あるいは内部部局の所掌事務に関する重要事項の企画及び立案に参画すること、上司の職務を助けることなどを職務とする。

#### 歴史
参事官は、明治期から日本の行政機関にみられる。待遇は、今日の参事官が多くの場合課長級であるのと同様に、課長と同じ奏任であったが、勅任参事官を置くことができるとする官制をおいた場合もある。
大正期から戦後における行政組織の再編までは、参事官は文官任用令に基づいて一種の政治任用も可能な職として置かれていた。これは、1920年5月12日の枢密院会議において、当時の原敬内閣は政策決定過程への政党の関与の度合いを増やすために、文官任用令を改正、その結果参事官以上の勅任の官職に国会議員などを任命できるようにしたのが始めである。
このとき整備された政治任用の参事官は勅任であった。 1924年に発足した加藤高明内閣によって参事官は内閣法制局や在外公館の官僚任用職を除いて廃止され、政治任用可能な職として各省参事官に代わって参与官が置かれるが、その上に政務次官が置かれたことや、その後の軍部の台頭による政党政治の弱体化から参与官の政治任用は形骸化し、戦後の文官任用令の廃止によって、政治任用職としての勅任官相当職は廃止される。
戦後の参与官の廃止によって、参事官の官職は局長級より下の課長級がほとんどとなり、省庁の長を直接に補佐する局長級の参事官職は防衛庁の防衛参事官が残る。2001年の中央省庁再編とその後の行政改革で、防衛参事官を除いて、参事官の官職はほとんどが課長級の総括整理職、一部が課長級の分掌職が名乗る官職として整理される。

#### 種類
参事官は、中央省庁では官房、局または部に置かれる職である。
防衛省の防衛参事官は顕著な例外で、防衛大臣を直接補佐するために防衛省の本省に置かれていた官名で、局長級に補されていた。
局次長級参事官
局次長級に位置付けられる参事官は、大臣官房に置かれる参事官（官房参事官）で、大臣官房に置かれる審議官（官房審議官）に次ぐ。
課長級総括整理職
総括整理職は、局等の事務について特定機能（局長等の総括管理機能の一部その他企画調整、統制等の機能）が局長等の負担軽減の見地から、特に強化される必要がある場合について、その機能について、所掌事務上または組織上、これを部門化することが適当ではない場合について設置される。課長級総括整理職の名称は、参事官又は技術参事官を用いることを基本とし、職務は「所掌事務に関する重要事項の企画及び立案に参画する」と定められる。国家行政組織法上は官房、局又は部のいずれにも設置可能であるが、その職務内容の観点から内部部局等各部門に設置される総括整理職については官房等府省庁全体の政策調整を所掌する部門に集中することとされ、通常は大臣官房に置かれることを原則としている。すべてが官房に勤務して官房長を補佐しているわけではなく、多くは特定の局に付けられて当該の局の事務を補佐している。
課長級分掌職
課長級分掌職は、官房、局、部などに課、室の所掌に属さない事務の能率的な遂行のためにこれを所掌するために置かれる職である。これは組織法制上、明確に所掌事務を固定された課・室に対して、各府省の時宜に応じた政策上の判断によって所掌事務や分担を臨機に変更できる課長級の職を置くことが適当である場合に置かれ、参事官の名称のほか、財務省主計局における主計官、総務省行政管理局における管理官のように当該の分掌職の掌る事務に応じた固有の名称が用いられる場合がある。職務については、「……をつかさどる。」（単官型）又は「○○官は、命を受けて、……の事務を分掌する。」（複数官型）と定められる。
各府省は課長級分掌職の参事官の下に企画官級以下の職員を課長級分掌職（局長級分掌職を助ける課長級官を含む。）を助ける職として置くことができ、この職員の集合は参事官室又は参事官付と呼称される場合がある。例えば、前者は台湾総督府参事官室、内閣参事官室（現在は廃止）、厚生労働省、農林水産省、環境省等でみられる。後者は文部科学省、内閣府、デジタル庁等でみられる。また、これらの用法を組み合わせた場合も見られる。
局長級分掌職を助ける課長級の職
官房・局・部の所掌に属しない事務の能率的な遂行のためこれを所掌する職として置かれる局長級分掌職のつかさどる職務を助ける職員として、課長級の職が置かれる場合がある。名称については、政策評価官や政策調整官といった職務名の官又は参事官とし、職務については「○○統括官のつかさどる職務を助ける。」と定められる（内閣府の政策統括官付参事官など）。
: 局長級分掌職を助ける課長級の職は、局長級分掌職の下に設置されるのではなく、府省又は庁に直接設置されるが、その所掌事務は府省又は庁の事務を一次的に分掌するのではなく、局長級分掌職に分掌された事務を超えることはない。
省庁・機関別の参事官の特徴的な事例
- 内閣官房
  - 内閣参事官は、内閣官房に置かれる課長級の分掌職であり、内閣官房組織令で規定される政令職である（内閣官房組織令（昭和32年政令第219号）第8条）。
  - 内閣参事官の定員は内閣官房組織令第8条に基づき、併任者を除き111名置かれるとされており、そのうち32名は内閣総理大臣が特に必要と認める場合に置かれる。内閣参事官は、柔軟・弾力的に事務を担当し、内閣総務官室、国家安全保障局、内閣広報室、国家サイバー統括室、内閣人事局、内閣情報調査室に属さずに内閣官房副長官補の下で事務を遂行するか、いずれかの室に属し、室の事務を遂行している[8]。

- 内閣法制局
  - 内閣法制局には、内閣法制局参事官が兼職者を除き24名以内置かれるとされており（内閣法制局設置法施行令（昭和27年政令第290号）第8条）、主要な省庁からそれぞれ1 - 2名が出向して就任する。「内閣法制局参事官」の官職名は、職名であるとともに官名（国家公務員の肩書きのうち事務官、技官などに相当する部分）である[要出典]。
  - 内閣法制局参事官は、第一部から第四部までの部長（局長級管理職；内閣法制局設置法（昭和27年法律第252号）第5条第5項）と、課制が敷かれていない各部における課長級の分掌職として配置される。各部の参事官は、各部の主たる事務である法令の審査を分掌して担当しており（内閣法制局設置法第5条第3項）、担当分野の内閣提出法案の審査についての実務上の権限はきわめて大きい[独自研究?]。

- 警察庁
  - 官房参事官は、警視長の階級にある警察官が就く課長級の分掌職である。定数5。長官官房に所属し、官房長の下、特定の事項（拉致問題対策など）についての企画・立案に参画する（警察庁組織令第五条）。官房審議官の補佐ではない[要出典]。
  - 地方警察機関への派遣といった役割もあり、テロ事件などの際は現地と警察庁との調整・連絡なども行う[要出典]。

- 公正取引委員会
  - 2015年のサイバーセキュリティ戦略に基づき、政府機関におけるセキュリティ・IT人材育成総合強化方針が決定された。同方針では各政府機関のサイバーセキュリティ及び行政情報化推進体制の強化を図るべく、各府省の大臣（長官）官房において、2016年4月から局次長級のサイバーセキュリティ・情報化審議官を設置することとした[9]。 公正取引委員会ではサイバーセキュリティ・情報化参事官を設置し、サイバーセキュリティ及び行政情報化推進担当とした[10]。

- 外務省
  - 外務省の特別の機関である在外公館では、大使館及び政府代表部に参事官が置かれている（総領事館には置かれていない）。この職は外交使節の呼称に関する国際慣行に従って在外公館に勤務する外務省の職員に付与される「公の名称」[要出典]である。
  - 参事官の名称を付与される外務省の職員は、本省における課長級の者[要出典]である。在米在外公館のような特殊な巨大在外公館内部では担当する事務の種別により、「総務担当」「総括担当」「政務担当」等と通称される。小規模在外公館では参事官はほぼすべて次席[独自研究?]である。
  - 2015年のサイバーセキュリティ戦略に基づき、政府機関におけるセキュリティ・IT人材育成総合強化方針が決定された。同方針では各政府機関のサイバーセキュリティ及び行政情報化推進体制の強化を図るべく、各府省の大臣（長官）官房において、2016年4月から局次長級のサイバーセキュリティ・情報化審議官を設置することとした[9]。外務省ではサイバーセキュリティ・情報化参事官を設置し、サイバーセキュリティ及び行政情報化推進担当とした[11]。

- 国土地理院
  - 国土地理院は、国土交通省の本省に置かれる特別の機関であるが、院長の下に参事官が置かれている。
  - 国土地理院参事官は、国土地理院組織規則（平成13年国土交通省令第20号）で、他の省庁における課長級の参事官と同様に、国土地理院の所掌事務に関する重要事項の企画及び立案に参画するものとされているが、国土地理院の組織の公式英訳では、参事官の定訳である Counsellor ではなく、Deputy Director-General の英訳が与えられている[12][13]。この英訳は日本語に直訳すれば国土地理院長 (Director-General) に対する「副院長」の意味であり、同職が国土地理院においては次長の役割を果たしている実態を反映していると考えられる。

- 防衛省
  - 省庁の参事官は官房や局に置かれて事務を分掌する課長級の職であることが多いが、防衛省の防衛参事官は他と大きく異なり、本省に置かれていた局長級の官名で、防衛省の所掌事務に関する基本的方針の策定について防衛大臣を補佐することとされていた。防衛参事官制度は2009年8月1日をもって廃止[14]された。
  - 防衛参事官の定員は防衛省組織令2条に基づき8人で、また大臣官房長や防衛省本省の内局各局長は防衛参事官をもって充てることとされていた。官房長または局長に充てられていない防衛参事官にも担当事務を与えられており、他省庁の局長級審議官のような役割を担っていた[要出典]。現在は官房長や本省局長は防衛書記官をもって充てられる。
  - 2023年現在では、他の省庁と同様の課長級官職としての参事官が大臣官房及び防衛政策局に設置されており[15]、防衛書記官をもって充てられる。
  - 特別の機関である統合幕僚監部にも、文官として部隊運用を所掌する首席参事官[16]と部隊運用に関する対外説明を所掌する参事官が設置されている[17]。

- 警視庁
  - 警視庁では、副部長の役割であるとされている。参事官に就く警察官の階級は警視長か警視正[要出典]であるが、警視正が就く管理職である主要課長や大規模署長よりも更に上位にあり、所属する部内の各課に業務命令を下すことができる。重大事件では指揮を執る部長を補佐する。この他、所轄や他県への派遣官としての役目も担う[独自研究?]。

## 外交使節団における参事官
外交使節団における参事官は、外交使節の呼称に関する国際慣行に基づいて置かれる役職であって Counsellor の英語名をもって呼称されているものの日本語訳である。一般に、Minister（公使）の下に、Minister-Counsellor（公使参事官）、Counsellor（参事官）の2階級があり、参事官の下は First Secretary（一等書記官）である。
外交使節団における参事官は、在外公館における幹部を構成する。

## 国際機関（IGO）の参事官
国際機関にも置かれる参事官は、多くの場合、当該所属国際機関から派遣されて、派遣先の国で国際交渉、政治、執行、調整などを行っている国際公務員の幹部職である。派遣官としての参事官は現場の指揮官でもあり、政治職でもあり、場合によっては国際平和維持活動の執行官の一員でもある。派遣地は世界中殆どのエリアに渡り、最も広い範囲と高い頻度で、出向や派遣を繰り返している。